# Назарет, Алькионе Диаз
Альcионе Диас Назарет (родилась 21 ноября 1947 года, Сан-Луис, Бразилия) (более известна как Альсионе, также как Марром — одна из самых успешных певиц Бразилии в стиле самба, первой получившая международное признание в конце 1970-х годов и записавшая 19 золотых и 5 платиновых дисков.
В 1987 она исполнила песню Жуан-де-Деус перед полумиллионной аудиторией и Иоанна Павла II во время визита Папы в Бразилии.

## Биография
Она родилась в Сан-Луис, Мараньян. Её отец был военным музыкантом, который работал дирижёром оркестра корпуса. Альсионе воспитывалась в традиционной бразильской музыке своего отца. В возрасте тринадцати лет девочка уже могла исполнять вокальные партии. В этом же возрасте она стала учиться игре на кларнете, а затем освоила и игру на трубе.
В возрасте 20 лет Альсионе переезжает в Рио-де-Жанейро. Здесь она работает на телевидении города Excelsior, а затем отправился в турне по Аргентине и Чили в течение четырёх месяцев. По возвращении в Бразилию, она поселилась в Сан-Паулу, работающих в ночном клубе и делать появлений на TV Excelsior. В 1970 году молодая артистка отправляется на свой двухлетний тур по Европе.
В 1972 году, вернувшись в Бразилию, Альсионе записала свой первый сингл. В следующем году она отправилась мексиканское турне. В 1974 году её ждёт Португалия, здесь она записывает свой первый полноформатный альбом.
В конце 1970-х годов, Назарет стала известной исполнительницей самбы и заслужила международное признание. Она записала Alerta Geral на Philips Records, и в 1978 году этот альбом был представлен меломанам. После этого успеха, Альсионе выпустила ещё несколько полнометражных альбома в конце 1970-х и начале 1980-х годов.
В 1997 году певица подписала контракт с Universal Records. В декабре 2002 года признали её важную роль в создании Paraíso School of Samba в Лондоне (Англия).
Она интерпретирует несколько хитов, таких как Não deixe o samba morrer, Lá vem você La Voce Вэме, Gostoso veneno и Ilha de maré.

## Дискография

### Universal Music / Philips
- A Voz do Samba (1975)
- Morte de um poeta (1976)
- Pra que chorar (1977)
- Alerta geral (1978)
- Gostoso veneno (1979)
- E vamos à luta (1980)
- Alcione (1981)
- Dez anos depois (1982)

### Sony BMG / RCA
- Vamos arrepiar (1982)
- Almas e corações (1983)
- Da cor do Brasil (1984) (Ouro)
- Fogo da vida (1985) (Ouro)
- Fruto e raiz (1986) (Platina)
- Nosso nome: resistência (1987) (Platina)
- Ouro & Cobre (1988) (Ouro)
- Simplesmente Marrom (1989) (Ouro)
- Emoções Reais (1990)
- Promessa (1991)
- Pulsa, coração (1992) (Ouro)
- Brasil de Oliveira da Silva do Samba (1994) (Ouro)
- Profissão: Cantora (1995)
- Tempo de Guarnicê (1996)

### Universal Music / Polygram
- Valeu - Uma Homenagem à Nova Geração do Samba (1997) (Ouro)
- Celebração (1998) (Ouro)
- Claridade (1999) (Ouro)
- Nos Bares da Vida (2000) - ao vivo (Platina)
- A Paixão tem Memória (2001) (Ouro)

### Indie Records
- Ao Vivo (2002) (Platina)
- Ao Vivo 2 (2003) (Platina)
- Alcione - Duetos(2004)
- Faz Uma Loucura por Mim (2004) (Platina)
- Faz Uma Loucura por Mim - Ao Vivo (2005)
- Alcione e Amigos([2005])
- Uma Nova Paixão (2005) (Ouro)
- Uma Nova Paixão - Ao Vivo (2006) (Ouro)
- Coleções - Grandes Sucessos de Alcione(2007)
- De Tudo Que eu Gosto(2007)
- Raridades(2008)
- Acesa(2009)
- Alcione Ao Vivo (2011, October 28, on "HSBC Brasil")